# Stefano a Silva
Stefano a Silva (* 4. März 1798 in Bobbio Pellice; † 1863 in Arvigo) war ein italienischer römisch-katholischer Priester, Schulmeister, Freimaurer und Pfarrer.

## Leben
Stefano war Sohn des Giovanni Battista aus Bobbio und der Marianna Gatti, beide aus Adelsfamilien. Im Jahr war er 1821 Pfarrer, später Lehrer am Seminar in Bobbio Pellice. Er war in die Carbonari-Unruhen im Piemont verwickelt und floh 1821 in die Schweiz. Von 1821 bis 1823 ist er als Schulmeister in Olivone bezeugt, wo er sich um die Neuordnung der alten Urkunden der Bürgergemeinde kümmerte. Später zog er nach Graubünden, lebte von 1823 bis 1837 in Cauco und war von 1835 bis 1863 Pfarrer in Arvigo.
Er war Herausgeber der Zeitung Il Mesolcinese von 1834 bis 1835 und druckte – in einer Kontroverse mit Aurelio Bianchi-Giovini – die Broschüre Sulla riforma ecclesiastica nel Canton Griggione [...]. (1834), zur Verteidigung der kirchlichen Immunitäten. Im Calanca-Tal zeichnete er sich durch die Förderung der öffentlichen Schulen und den Schutz der Wälder aus. Er war Freimaurer.